# Severneak, Dobrici
Severneak (în bulgară Северняк, în română Terscondu) este un sat în comuna Krușari, regiunea Dobrici, Dobrogea de Sud, Bulgaria. 
Între anii 1913-1940 a făcut parte din plasa Ezibei a județului Caliacra, România.

## Demografie
Componența etnică a satului Severneak
     Turci (95,27%)
     Nicio identificare (2,7%)
     Altele (2,02%)
La recensământul din 2011, populația satului Severneak era de 148 locuitori. Din punct de vedere etnic, majoritatea locuitorilor (95,27%) erau turci. Pentru 2,7% din locuitori nu este cunoscută apartenența etnică.